# Marau
Marau es un municipio brasileño del estado de Rio Grande do Sul.
Se encuentra ubicado a una latitud de 28º26'57" Sur y una longitud de 28º26'57" Oeste, estando a una altitud de 571 metros sobre el nivel del mar. Su población estimada para el año 2004 era de 31.586 habitantes.
Ocupa una superficie de 611,64 km².
- Datos: Q1784401
- Multimedia: Marau / Q1784401